# Kathy Griffin
Kathleen Mary Griffin (Chicago, 4 de noviembre de 1960), más conocida como Kathy Griffin, es una actriz y humorista estadounidense. Su humor se caracteriza por ser irónico y ofensivo con los personajes famosos. Fue despedida de la cadena estadounidense CNN tras protagonizar una fotografía sujetando una cabeza decapitada del presidente Trump, imitando en este gesto a los miembros del Estado Islámico con sus víctimas. La fotografía fue duramente reprendida por políticos tanto del Partido Republicano como del Partido Demócrata, así como por los medios de comunicación.
Saltó a la fama a finales de la década de 1990 al interpretar un papel secundario en la comedia de situación Suddenly Susan. En 2003 formó parte de la tercera edición del ciclo The Mole, un reality show de supervivencia que finalmente ganó gracias al voto del público. Desde 2005 tiene un programa televisivo que muestra su vida cotidiana, titulado My Life on the D-List. A lo largo de su carrera ganó dos premios Emmy y fue nominada para dos Grammy.
El 2 de agosto de 2021 anunció que padecía cáncer de pulmón.  En 2022 se le suspendió permanentemente de Twitter, por suplantar la identidad de Elon Musk, al haber adoptado el ícono y nombre de Musk en su cuenta verificada “@kathygriffin.”

## Carrera

### Comedia de monólogos
Griffin comenzó a trabajar como humorista en la década de 1980, cuando se unió a la compañía de comedia improvisada de la ciudad de Los Ángeles "The Groundlings". Pronto empezaron a pedirle que hiciera monólogos cómicos en pequeños clubes y cafeterías, y finalmente entró a trabajar en el cine y la televisión como extra.

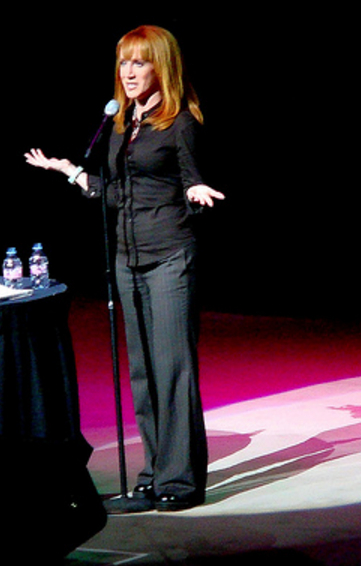
Griffin realizando un monólogo cómico en Las Vegas.

Más tarde participó en dos especiales de la cadena HBO. El primero se llamó HBO Comedy Half-Hour (1996), mientras que el segundo, Kathy Griffin: Hot Cup of Talk (1998). A partir de ahí comenzó a aparecer en programas cómicos y shows nocturnos. Griffin consiguió una nominación al Emmy en 2008 por su especial Kathy Griffin: Straight to Hell, en la categoría de mejor programa especial de música, humor o variedades. Al año siguiente volvió a ser nominada para este premio, esta vez por un especial titulado Kathy Griffin: She'll Cut a Bitch.
Su estilo cómico ha sido comparado con el de su amiga Joan Rivers, especialista en monólogos que hablan de celebridades y personajes famosos. Fue elegida la número 17 en la lista de las 50 mejores monologuistas de todos los tiempos de la señal Oxygen.

### Apariciones en televisión y cine
Trabajó como extra de cine en películas de la década de 1980, como Fade to Black (1980) y Streets of Fire (1984), entre otras. En 1990 participó en un episodio de la serie televisiva The Fresh Prince of Bel-Air; allí interpretó el papel de "Melissa Klein", una presentadora de noticias.

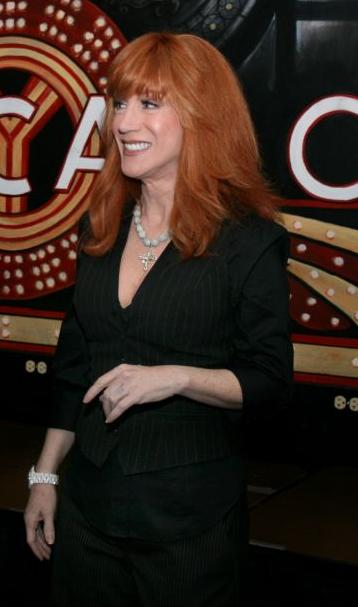
Griffin antes de realizar un monólogo humorístico en la ciudad de Chicago.

En 1991 volvió al cine desempeñando el papel de "Connie" en la película de suspenso protagonizada por Brooke Adams, The Unborn. Después de esta presentación, apareció en las películas Pulp Fiction (1994), It's Pat (1994) y Four Rooms (1995). En 1996 formó parte del elenco del programa televisivo Saturday Night Special, un programa humorístico con un formato similar al de Saturday Night Live. A diferencia de este último, Saturday Night Special no tuvo buenos índices de audiencia por lo que fue retirada de la programación después de finalizar la primera temporada. 
Después, la actriz obtuvo el papel de Vicki Groener, la mejor amiga del personaje interpretado por Brooke Shields en la comedia de televisión Suddenly Susan. La serie estuvo al aire desde 1996 hasta 2000, siendo muy popular en sus primeras temporadas. Tras la cancelación de Suddenly Susan, participó como invitada en las series televisivas Los Simpson, Strong Medicine, The Drew Carey Show y Spider-Man. 
En 2003 participó en el reality show Celebrity Mole Hawaii, un programa de supervivencia en el que varios personajes famosos competían entre sí realizando diversas pruebas de destreza y habilidad. El ciclo le devolvió a Griffin la fama, además logró convertirse en la ganadora del programa gracias al voto de los telespectadores. En 2007 apareció en un episodio de la serie Ugly Betty, donde interpretó a una reportera de un canal de moda.

### Mi vida en la lista D
En agosto de 2005, volvió a la televisión con su propio reality show, My Life on the D-List (en español: Mi vida en la lista D). Entre una multitud de programas de ese estilo que surgieron en 2005 mostrando la vida cotidiana de celebridades, el de la actriz ha ido incrementando de manera consistente su audiencia y ha recibido críticas muy positivas de muchas fuentes. En su primera temporada, el programa fue nominado a los premios Emmy de 2006 como mejor reality show. El programa ganó el Emmy como mejor reality show por su segunda y tercera temporada, en 2007 y 2008, respectivamente.

## Filmografía
- The Unborn (1991)
- Shakes the Clown (1991)
- Medusa: Dare to be Truthful (1992)
- Pulp Fiction (1994)
- Four Rooms (1995)
- The Cable Guy (1996)
- Suddenly Susan (1996-2000)
- Who's the Caboose? (1997)
- Trojan War (1997)
- Can't Stop Dancing (1999)
- Dill Scallion (1999)
- Muppets from Space (1999)
- The Intern (2000)
- Enemies of Laughter (2000)
- On Edge (2001)
- Dirty Love (2005)
- Love Wrecked (2005)
- Shrek Forever After (2010) Voz
- Hall Pass (2011)
- HBO Comedy Half-Hour (1996)
- Saturday Night Special (1996)
- The 1998 Billboard Music Awards (1998)
- Kathy Griffin: Hot Cup of Talk (1998)
- The 1999 Billboard Music Awards (1999)
- The 2000 Billboard Music Awards (2000)
- VH1/Vogue Fashion Awards (2001)
- The Simpsons en un episodio llamado Bye Bye Nerdie (2001)
- The 30th Annual American Music Awards (2003)
- Kathy Griffin: The D-List (2004)
- Kathy Griffin: My Life on the D-List (2005-presente)
- The Mole (2006) participante-ganadora
- Ugly Betty en un episodio llamado In or out (2007)
- Privileged en un episodio llamado All About a Brand New You (2009)
- Law & Order: Special Victims Unit en un episodio llamado P.C. (2010)
- Glee en un episodio llamado original Song (2011)
- America's Next Top Model (2011) invitada especial
- The Graham Norton Show (2011)
- Whitney en un episodio llamado Codependence Day (2012)
- Fashion Police (2015)
- RuPaul's Drag Race (2015) como jurado en dos episodios
- Big Brother 17 (2015) como invitada.
- Lopez en un episodio llamado George Doubles Down (2016)
- The President Show (2018)
- Funny You Should Ask (2019)
- Crank Yankers en un episodio llamado Jimmy Kimmel, Kathy Griffin & Jeff Ross (2019)
- You en un episodio llamado Farewell, My Bunny (2019)
- Search Party (2022)
- Jimmy Kimmel Live! en el programa del 3 de octubre de 2023.